# Igor Mitoraj

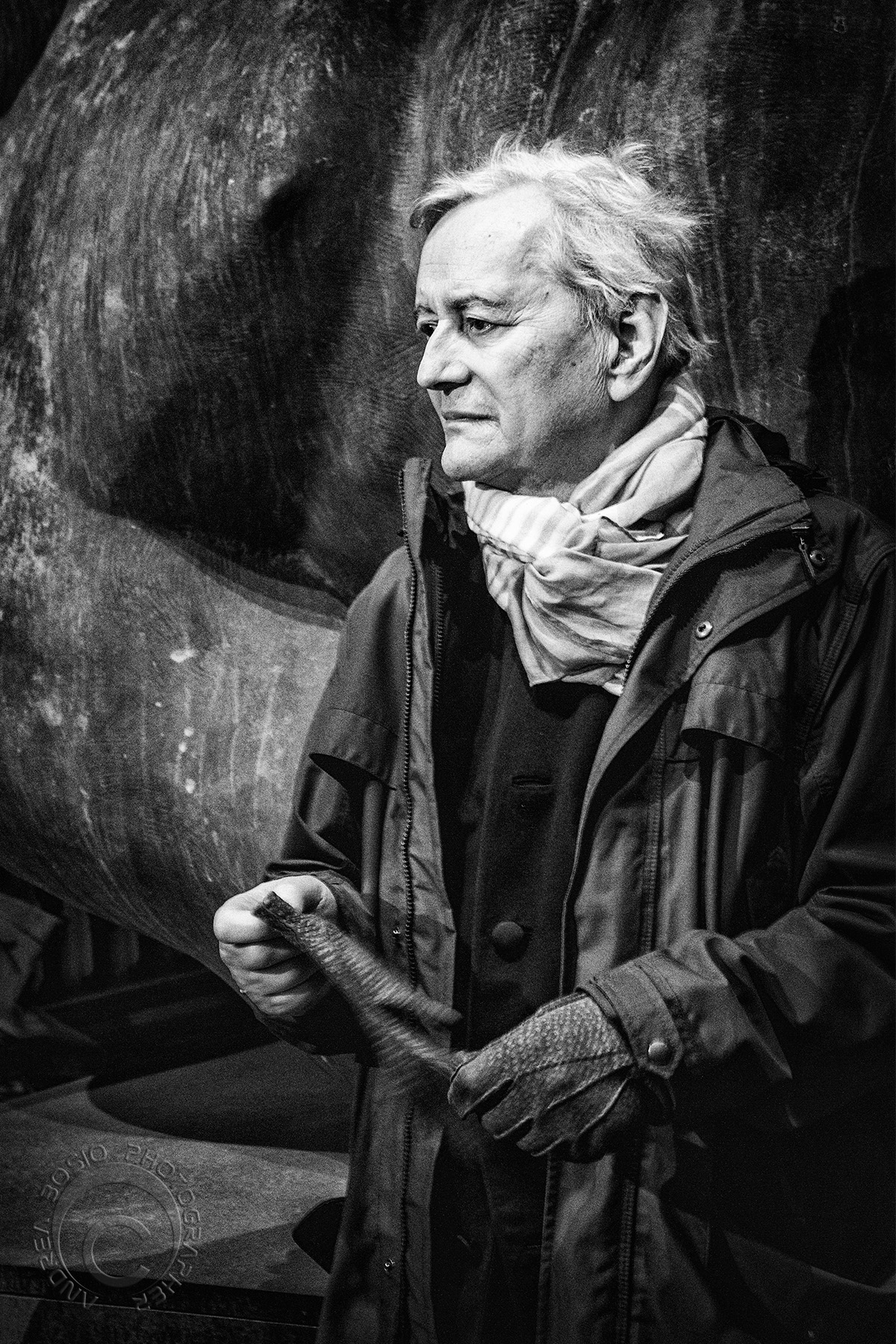
Halbporträt, den Bildhauer zeigend

Igor Mitoraj (* 26. März 1944 in Oederan, Deutsches Reich; † 6. Oktober 2014 in Paris, Frankreich) war ein polnischer Bildhauer, der seit 1968 in Frankreich und ab 1983 auch in Italien lebte und arbeitete.

## Biografisches
Igors Mutter war eine polnische Fremdarbeiterin, Igors Vater ein französischer Kriegsgefangener, die beide im Krieg in der Nähe von Oederan auf dem Dorf arbeiten mussten. Im März 1944 kam ihr Sohn in Oederan zur Welt, der Name des Vaters ist allerdings nirgends eingetragen. Nach der Befreiung 1945 kehrte jeder in sein Heimatland zurück: der Vater nach Frankreich, die Mutter mit ihrem einjährigen Sohn zu ihren Eltern nach Polen. In dem Dorf Grojec bei Auschwitz, woher die Mutter stammte, wuchs Igor Mitoraj ab 1945 auf.
Nach dem Schulbesuch absolvierte Igor das Kunstgymnasium in Bielsko-Biała und trat 1963 in die Akademie der Bildenden Künste in Krakau ein. Dort besuchte er die von Tadeusz Kantor geleitete Klasse für Malerei und schloss die Ausbildung 1968 ab.
Danach setzte Igor sein Kunststudium an der Nationalen Hochschule der Schönen Künste in Paris fort. An dieser bedeutenden Einrichtung erhielt er eine Anstellung als Maler und Grafiker. Seinen künstlerischen Durchbruch schaffte Mitoraj 1976 mit einer Ausstellung in der Galerie der Buchhandlung La Hune im Quartier Latin. Aufgrund eines Arbeitsaufenthaltes in Südamerika, dessen Kunst und Kultur ihn faszinierten, entdeckte er seine Vorliebe für die Bildhauerei und er schuf erste Skulpturen aus Terrakotta und Bronze. Bei der Vorbereitung einer staatlichen Kunstausstellung 1977 in der Galerie Artcurial in Paris wurden auf Vorschlag des Neffen des damaligen französischen Präsidenten François Mitterrand Werke von Mitoraj ausgewählt. Er ging zur Vorbereitung von Exponaten für diese Ausstellung nach Pietrasanta, einem Zentrum der intensiven künstlerischen Arbeit mit Bronzeguss und Marmor. Dort fertigte Igor Mitoraj seine erste monumentale Skulptur aus weißem Carrara-Marmor. Insgesamt entstanden 120 Plastiken und Zeichnungen. Diese Exponate wurden in den folgenden Jahren in Einzelausstellungen in der ganzen Welt gezeigt. Seine oft gigantisch großen Skulpturen stehen inzwischen in Paris im Stadtteil La Défense, in Rom, Mailand, Lausanne, Lugano, London, Krakau, Scheveningen, Den Haag und selbst in den USA und Japan.
Im Jahr 1983 eröffnete Mitoraj ein Kunstatelier in Pietrasanta und seitdem lebte er abwechselnd in Frankreich oder in Italien.
Der polnische Kulturminister Waldemar Dąbrowski würdigte das künstlerische Gesamtwerk von Igor Mitoraj im Oktober 2005 mit der Verleihung der Gloria-Artis-Medaille für kulturelle Verdienste in Gold.
Mitoraj starb am 6. Oktober 2014 im Hôpital Saint-Louis in Paris.

## Stil

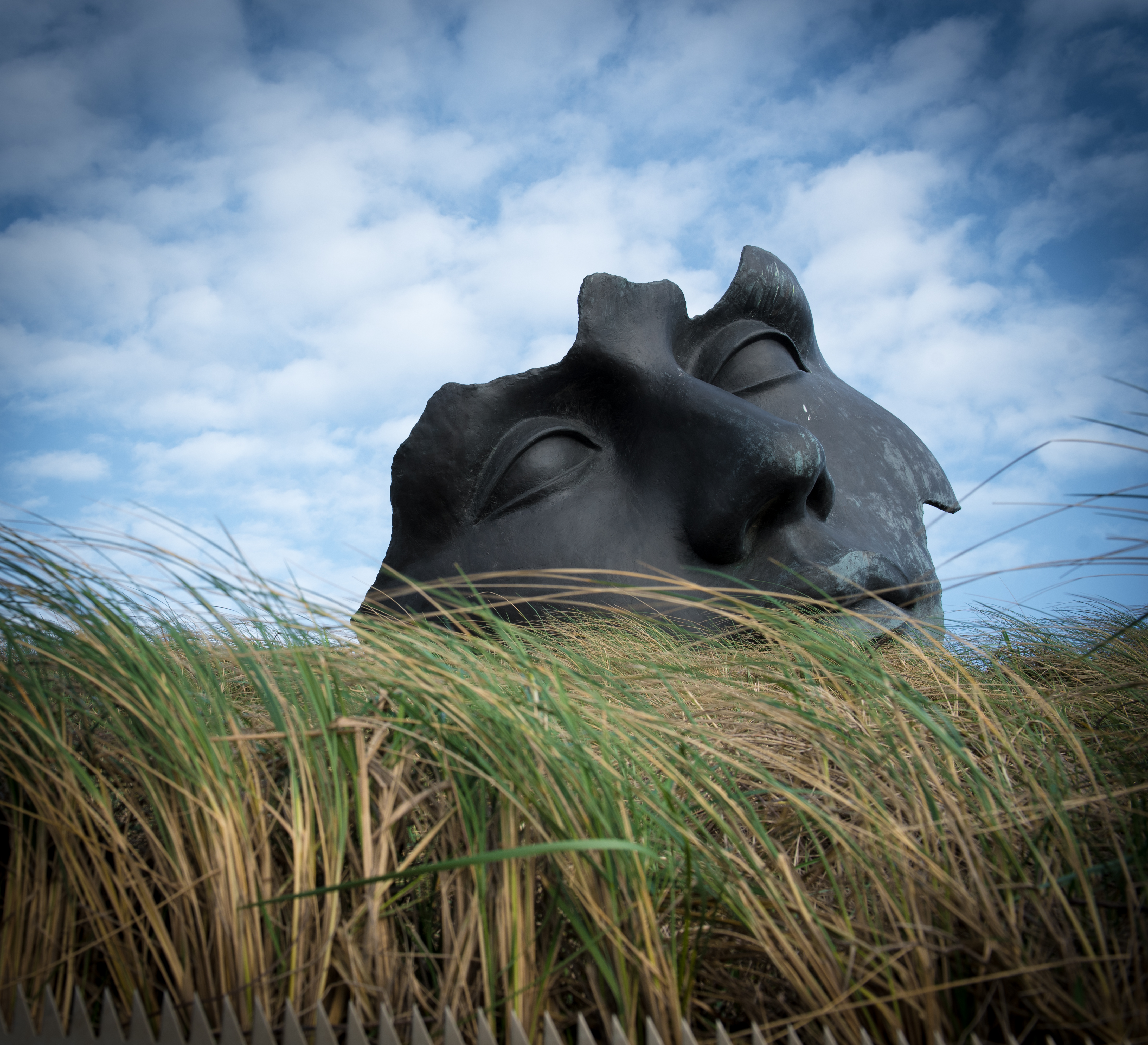
Frauengesicht, Light of the Moon, Exponat am Strand im Skulpturenpark Beeldenpark Een Zee van Staal, Scheveningen, Niederlande

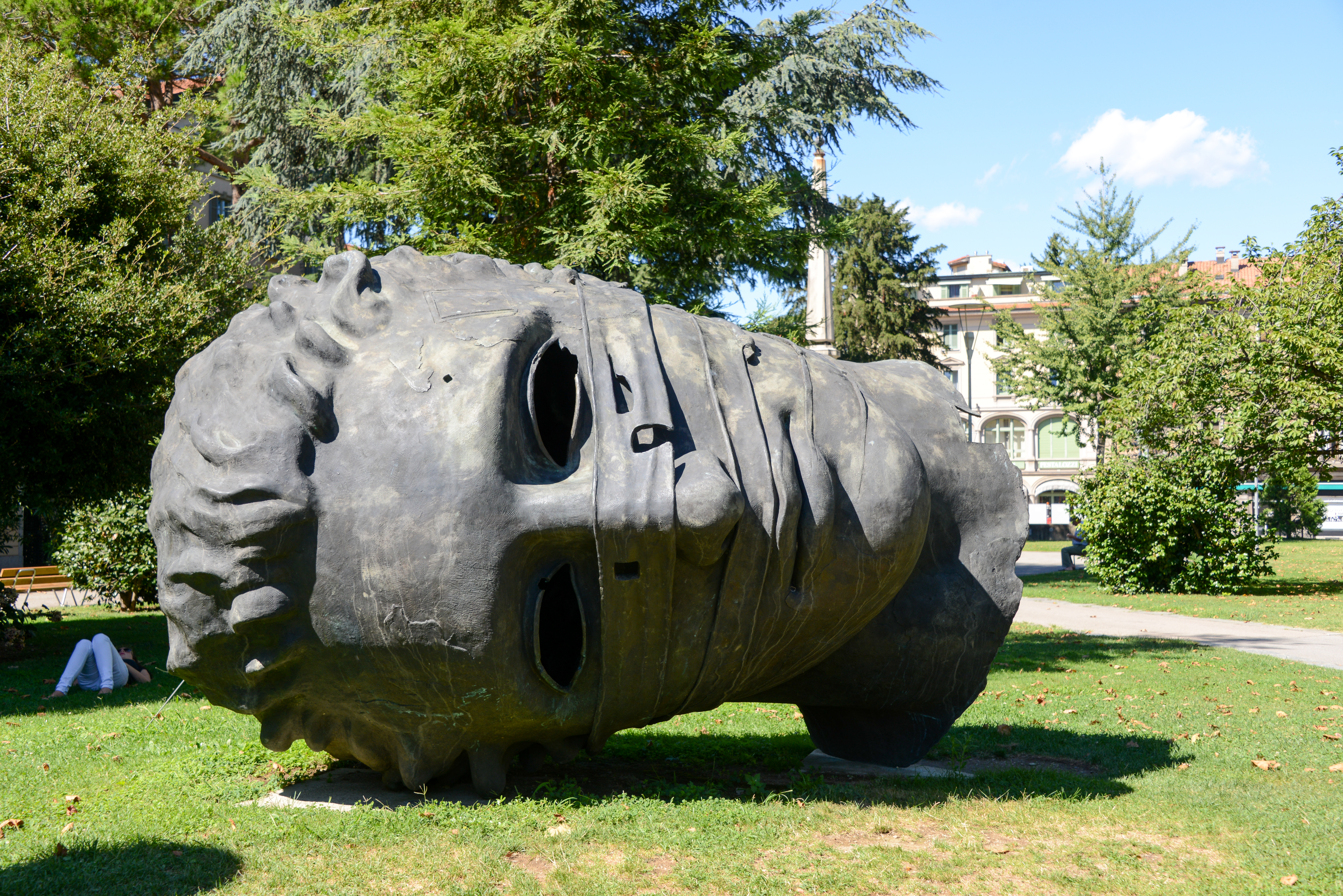
Eros Bendato, der verbundene Eros, Kunstwerk in Lugano/Schweiz

Das Hauptthema von Mitorajs Skulpturen war der menschliche Körper, seine Schönheit und Zerbrechlichkeit, und die tieferen Aspekte der menschlichen Natur, die unter dem Einfluss von Zeit und Umständen dargestellt wurden. Er orientierte sich an klassischen Werken von Michelangelo und Antonio Canova und griff gern auf Gestalten der griechischen und römischen Mythologie zurück. Es finden sich wiederkehrende Themen wie Ikaros, Tyndareos, Centauro, Eros, Mars oder Gorgona. Durch gezielte Beschädigung der Oberfläche mit Rissen oder ganz weggelassene Teile einschließlich häufig leerer Augenhöhlen zeigte Mitoraj die Unvollkommenheit der menschlichen Natur und die leichte Verwundbarkeit des Menschen. Mitorajs Stil, die Interpretation der Antike in Verbindung mit klaren Akzenten der Moderne, ist zu einem weltbekannten Markenzeichen seiner monumentalen Kunst geworden.

## Ausstellungen (Auswahl)

### Einzelausstellungen
- 1989: Academy of Arts in New York City
- 1999: Archäologisches Museum und Boboli-Gärten in Florenz
- 2001: Olympisches Museum Lausanne
- 2002: auf der Mathildenhöhe in Darmstadt
- 2003: in den Straßen von Poznań (September–Oktober)
- 2003: in Krakau, Polen
- 2011: im archäologischen Park im Tal der Tempel bei Agrigent
- 2012: auf dem Campus Westend der Goethe-Universität in Frankfurt am Main

### Gemeinschaftsausstellungen
- 1986: Teilnahme an der Biennale in Venedig
- 2003/2004: auf dem Hauptplatz in Krakau und anschließend in Warschau;
 56 klassische Skulpturen aus Bronze, Gusseisen, weißem und schwarzem Marmor und Terrakotta sowie Zeichnungen; hergestellt von 36 Künstlern (Oktober 2003–Januar 2004 sowie Februar–April 2004)
- 2006: Valencia
- 2008: Madrid

## Werke (Auswahl)
- 1996–1998: Gruppe Ikarien; mindestens 3 verschiedene Darstellungen
- 1997: Porta Italica, Zweitguss
- 1998: Tindaro screpolato
- 1999: Eros Bendato
- 2000: Torso mit geknicktem Flügel
- 2002: Gambe Alate
- 2009: Am Ufer; (Travertin)
- 2010: Daedalos
- 2010: Hermanos

### Standorte in Deutschland
- 1980: Corazza, vor Die Galerie in Frankfurt am Main

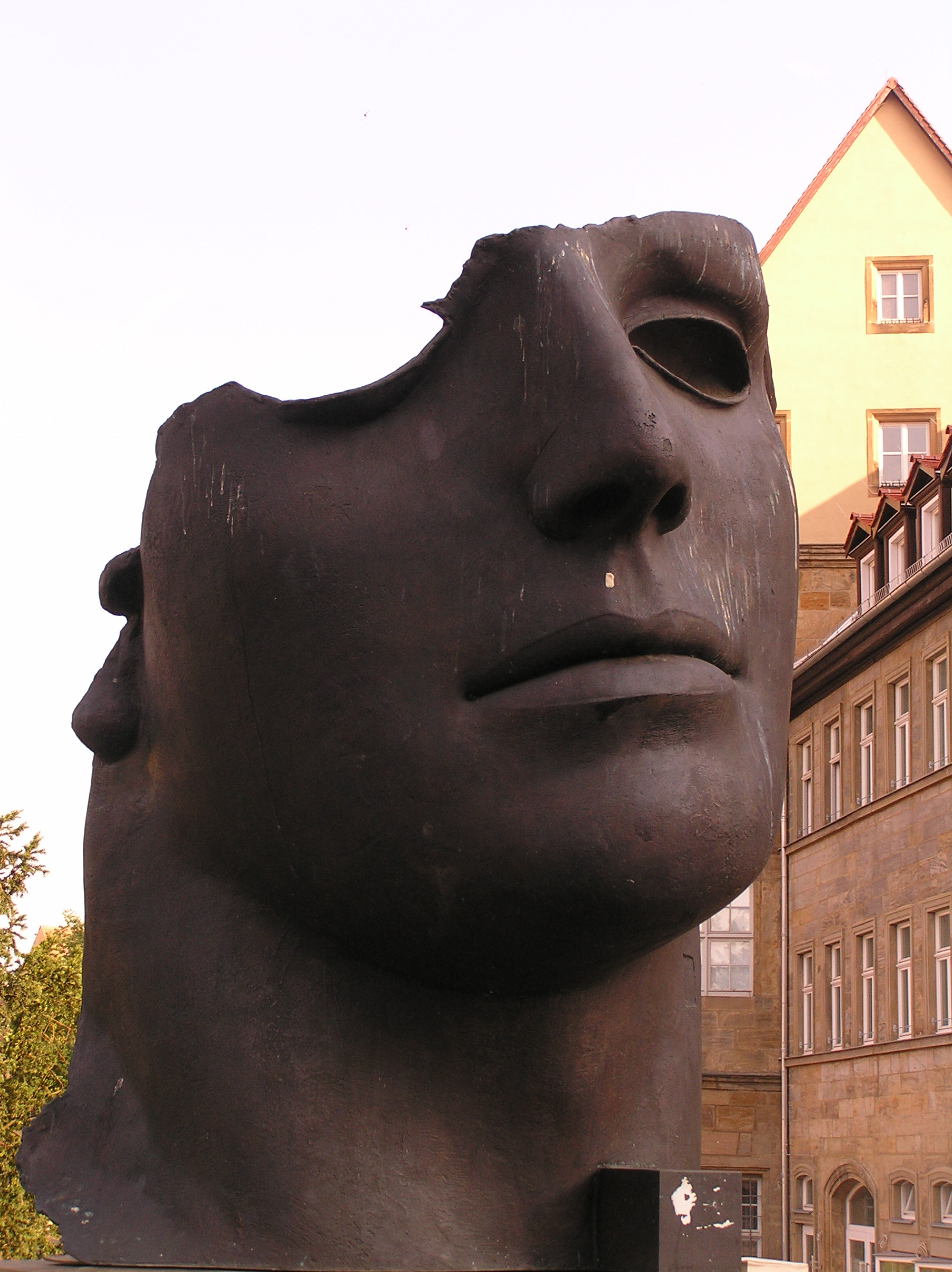
Skulptur Centurione I

- 1987: Centurione I, aufgestellt in Bamberg an der Unteren Brücke im Mai 2002

### Standorte in Polen
- 2003 (entstanden 1999): Eros Bendato, begehbarer Kopf am Rathausturm auf dem Krakauer Hauptplatz
- 2009: Bronzetür der Warschauer Jesuitenkirche[4]
- auf dem Schlossplatz Warschau: Half face

### Standorte in Italien
- 1997: Tindaro screpolato, im Boboli-Garten in Florenz[5]
- 2006: St. Johannes der Täufer, Standort: Santa Maria degli Angeli e dei Martiri in Rom
- Mailand, Fountain Centaur
- Pietrasanta
- Pisa, 80 m nördlich des Turmes: Angelo caduto / Fallen Angel Bronze 2012

### In weiteren europäischen Ländern

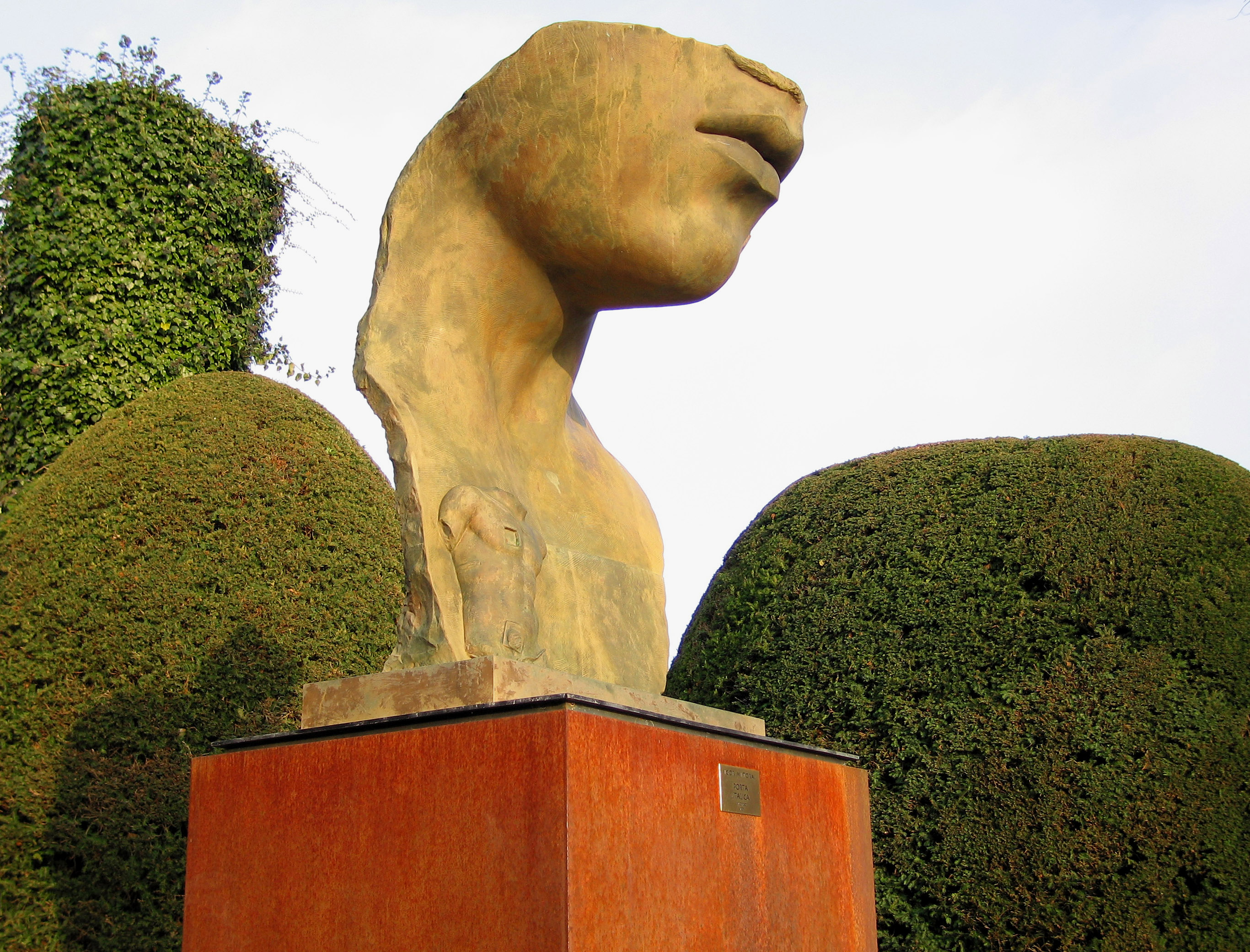
Skulptur vor dem Olympischen Museum

- 1986: Heros de Lumiere; Carrara-Marmor im Yorkshire Sculpture Park, England
- Testa Addormentata auf dem Gelände der Canary Wharf, London
- Zentaur auf dem Gelände der Canary Wharf, London
- Porta Italica, vor dem Olympischen Museum in Lausanne
- Weibliches Gesicht (1) in Den Haag, Niederlande
- Eros Bendato vor dem Casino in Lugano, Schweiz
- Weibliches Gesicht (2) auf dem Beeld boulevard in Scheveningen
- Weibliches Gesicht (2), Zweitguss, vor dem Britischen Museum in London
- Per Adriano, 1993 vor dem Teatro Guimera, Santa Cruz de Tenerife